# Gail Bradbrook
Gail Marie Bradbrook (South Elmsall, 30 de abril de 1972) es una activista por el clima británica y cofundadora del movimiento social ambiental Extinction Rebellion.

## Trayectoria
Bradbrook nació en el condado de Yorkshire del Oeste y su padre trabajaba en una mina en South Kirkby. Estudió biofísica molecular en la Universidad de Mánchester y realizó un doctorado. Después de graduarse, realizó trabajos postdoctorales en India y Francia. El interés por los derechos de los animales llevó a Bradbrook a unirse al Partido Verde con 14 años.
De 2003 a 2017, fue directora de estrategia en Citizens Online, una organización que promueve un acceso más amplio a Internet para usuarios discapacitados. Durante ese periodo, participó en el lanzamiento de la campaña 'Fix the Web' en noviembre de 2010.

Ha participado en varios grupos activistas en Stroud, incluido un período en el que estuvo como directora voluntaria de la organización Transition Stroud entre 2010 y 2013, así com una protesta contra el fracking, diversas acciones en oposición a la construcción de un incinerador local, incluyendo una protesta nudista, y un bloqueo de Extinction Rebellion en Merrywalks, Stroud. En 2015, con George Barda, creó el grupo Compassionate Revolution (que se transformó en Rising Up!, de donde surgió Extinction Rebellion): 
“Bradbrook había estado involucrada en el movimiento Occupy y las campañas en torno al pico del petróleo, pero no pudieron despegar".
En 2016, se fue a un retiro psicodélico a Costa Rica, "donde tomó ayahuasca, iboga y kambo, en busca de cierta claridad en su trabajo". Esa experiencia "hizo que cambiara su enfoque" para hacer campaña. Poco después de regresar, conoció a Roger Hallam y crearon juntos Extinction Rebellion. Bradbrook protesta para crear conciencia sobre los peligros del cambio climático antropogénico y cree que solo la desobediencia civil a gran escala puede provocar el cambio que se necesita.

## Vida personal
Bradbrook se ha casado dos veces, la primera vez con Jeffrey Forshaw y tiene dos hijos. Vive en Stroud al igual que su excompañero Simon Bramwell, también cofundador de Extinction Rebellion.

## Obra
- 2019. What is our place in these times? en This Is Not a Drill: An Extinction Rebellion Handbook. Penguin Books. pp. 185-186. ISBN 9780141991443.